# Gunnel Lindblom
Gunnel Märtha Ingegerd Lindblom (Göteborg, 18 december 1931 – 24 januari 2021) was een Zweeds actrice.

## Biografie
Gunnel Lindblom groeide op in een arbeidersfamilie. Op haar twaalfde begon ze te acteren in de communistische jeugdvereniging. Later volgde ze acteercursussen in avondonderwijs. In 1950 begon ze te studeren aan de toneelschool in Göteborg. Ze werkte vanaf 1954 voor de stadsschouwburg van Malmö. Daar maakte ze kennis met regisseur Ingmar Bergman. Vanaf 1967 werkten ze samen in de koninklijke schouwburg van Stockholm. Daar begon ze ook zelf toneelstukken te regisseren. Haar entree op het witte doek maakte ze in 1952. Ze is vooral bekend om haar rollen in de films van Ingmar Bergman.
In 1988 ontving ze de Zweedse koninklijke onderscheiding Litteris et Artibus.

## Filmografie (selectie)
- 1956: Het zevende zegel
- 1957: Wilde aardbeien
- 1959: De maagdenbron
- 1962: De avondmaalsgasten
- 1963: De grote stilte
- 1966: De dans van de reiger
- 1973: Scènes uit een huwelijk
- 2009: Mannen die vrouwen haten